# Bartramia pendula
Bartramia pendula är en bladmossart som först beskrevs av Georg Christian Oeder och Bridel, och fick sitt nu gällande namn av Palisot de Beauvois 1805. Bartramia pendula ingår i släktet äppelmossor, klassen egentliga bladmossor, divisionen bladmossor och riket växter. Inga underarter finns listade i Catalogue of Life.